# ニューヨーク市地下鉄Aディビジョン
Aディビジョン (A Division) もしくはIRTディビジョン (IRT Division) はニューヨーク市地下鉄のディビジョンの一つで数字の系統（1～7系統）と42丁目シャトルおよびその他12路線が属している。これらの系統と路線は1940年の地下鉄市営化以前はIRTが運営しており、BMTとINDが運営していた系統と路線が属しているBディビジョンよりも規格が小さく、それに伴い車両も小さくなっている。

## 所属路線一覧
以下に示すのはAディビジョンに所属する路線である（括弧内は通過する系統）。
| 凡例                                    | 凡例                             |
| --------------------------------------- | -------------------------------- |
| Stops all times                         | 終日停車                         |
| Stops all times except late nights      | 深夜を除き終日停車               |
| Stops late nights only                  | 深夜のみ停車                     |
| Stops weekdays only                     | 平日のみ停車                     |
| Stops rush hours only                   | ラッシュ時のみ停車               |
| Stops rush hours in peak direction only | 平日ラッシュ時の混雑方向のみ停車 |
| 時間帯詳細                              |                                  |

- IRT42丁目シャトル (S  系統の列車)
- IRTブロードウェイ-7番街線 (1  2  3  系統の列車)
- IRTダイアー・アベニュー線 (5  系統の列車)
- IRTイースタン・パークウェイ線 (2  3  4  5  系統の列車)
- IRTフラッシング線 (7  <7> 系統の列車)
- IRTジェローム・アベニュー線 (4  5  系統の列車)
- IRTレノックス・アベニュー線 (2  3  系統の列車)
- IRTレキシントン・アベニュー線 (4  5  6  <6> 系統の列車)
- IRTニューロッツ線 (2  3  4  5  系統の列車)
- IRTノストランド・アベニュー線 (2  5  系統の列車)
- IRTペラム線 (6  <6> 系統の列車)
- IRTホワイト・プレーンズ・ロード線 (2  5  系統の列車)

## 所属系統一覧
系統は1948年に以下のように数字が割り振られた。
|       | 系統名                                         | 最北端の通過路線               |
| ----- | ---------------------------------------------- | ------------------------------ |
| 1系統 | 7番街普通                                      | ブロードウェイ-7番街線         |
| 2系統 | 7番街急行（深夜を除く終日）                    | ホワイト・プレーンズ・ロード線 |
| 3系統 | 7番街急行（終日）                              | レノックス・アベニュー線       |
| 4系統 | レキシントン・アベニュー急行（深夜を除く終日） | ジェローム・アベニュー線       |
| 5系統 | レキシントン・アベニュー急行（深夜を除く終日） | ホワイト・プレーンズ・ロード線 |
| 6系統 | レキシントン・アベニュー普通（終日）           | ペラム線                       |
| 7系統 | フラッシング急行（ラッシュ時混雑方向）         | フラッシング線                 |
| 7系統 | フラッシング普通（終日）                       | フラッシング線                 |

このほか現在は廃止となったボウリング・グリーン-サウス・フェリー・シャトルやIRT9番街線、IRT3番街線もAディビジョンに属していた。